# سوسومو اوکی
سوسومو اوکی (انگلیسی: Susumu Oki؛ زادهٔ ۲۳ فوریهٔ ۱۹۷۶) بازیکن فوتبال اهل ژاپن است. از باشگاه‌هایی که در آن بازی کرده‌است می‌توان به باشگاه فوتبال سانفریس هیروشیما اشاره کرد. وی همچنین در تیم ملی فوتبال زیر ۲۰ سال ژاپن بازی کرده‌است.